# 戴斯酒店
戴斯酒店（Days Inn）是总部在美国的一家连锁酒店。戴斯酒店是温德姆酒店集团的子公司，成立于1970年。